# Problemet med kriteriet
Problemet med kriteriet är ett fundamentalt epistemologiskt problem som gäller startpunkten för kunskap. Amerikanske filosofen Roderick Chisholm beskrev problemet med dessa två mängder av frågor:
1. Vad vet vi? eller Vad är omfattningen av vår kunskap?
2. Hur vet vi? eller Vad är kriteriet för kunskap?

Ett svar på någon av dessa två mängder av frågor skulle låta oss utveckla ett sätt att besvara den andra. Det finns tre huvudsakliga responser till problemet. De första två är partikularism som först besvarar den första mängden och metodism som först besvarar den andra. Den tredje reaktionen är skepticism som menar att eftersom man inte kan besvara den ena av dessa två mängder av frågor utan att först besvara den andra, så kan vi inte besvara någon av dem. Detta resonemang skulle innebära att vi är oförmögna att legitimera något som helst kunskapsanspråk.